# Det Magiske Sværd - Jagten På Camelot
Det Magiske Sværd - Jagten På Camelot (en: The Magic Sword - Quest for Camelot) er en amerikansk animeret musical fantasy spillefilm fra 1998 produceret af Warner Bros. Feature Animation og instrueret af Frederik Du Chau. Filmen er baseret på The King's Damosel af Vera Chapman. 
Filmen blev udgivet af Warner Bros. Pictures under deres Warner Bros. Family Entertainment-label 15. maj 1998. Det Magiske Sværd var en biografbasker og inkasserede $38.1 million ud fra et budget på $40 mio. og modtog blandede anmeldelserne fra kritikerne, som fandt filmens narrative og produktionsmæssige værdier afvigende fra moderne Disney-film.

## Handling
Sir Lionel er en af Ridderne af det runde bord og hans datter Kayley vil være ridder ligesom sin far. I Camelot forsøger en af ridderne, Ruber - der vil vælte Kong Arthur af tronen - at slå Kong Arthur ihjel, men Lionel griber ind og bliver dræbt. Ruber flygter fra Camelot efter at være blevet såret af Arthurs sværd Excalibur. Ved Lionels begravelse fortæller Arthur Kayley og hendes mor, Juliana, at de altid er velkomne i Camelot. 
Et årti senere angriber en grif Camelot og stjæler Excalibur. Merlins falk, Sølvvinge eller Ayden, angriber griffen og sværdet falder ned i Den Forbudte Skov. Imens invaderer Ruber Kayleys hjem og tager alle til fange, inden han bruger en eliksir lavet af hekse til at forvandle sine menneskelige håndlangere og en hane, nu kaldet Øksenæb, til krigere lavet af stål. Hans plan er at bruge Juliana til at trænge ind i Camelot.
Efter at være flygtet og have overhørt Ruber og griffens samtale, tager Kayley til Den Forbudte Skov, hvor hun møder Garrett: en blind eneboer og Ayden. Kayley overbeviser ham til at hjælpe hende med at finde Excalibur. Hun finder undervejs ud af at Garrett engang var stalddreng i Camelot og blev blind efter en hest ramte ham, da han skulle redde stalden fra en brand. Garrett mødte Lionel, der som den eneste stadig troede på ham og lærte ham at klare sig. 
De kommer til Drageland og møder en komisk to-hovedet Drage (fabeldyr) ved navn Devon og Cornwall. De kan ikke lide hinanden, ej heller spy ild eller flyve (hvilket er grunden til at de bliver drillet af de andre drager) og de vil gerne have hver sin krop. Devon og Cornwall beslutter sig for at slutte sig til gruppen, Garrett går modvilligt med til det og Kayley overbeviser ham endeligt. 
Senere finder de bæltet til Excalibur i et gigantisk fodspor. Kayley bliver ved med at stille Garrett spørgsmål, hvilket får ham til at overhøre Aydens signal om fare og Garrett såres af en af Rubers håndlangere. Kayley slæber Garrett væk, mens monstre af tornebuske holder Ruber og hans håndlangere fanget. Kayley finder en lille grotte, hvor skovens magi hjælper med at helbrede Garrett. Mens de er i grotten, indser Kayley og Garrett deres kærlighed til hinanden. Gruppen finder ind i en stor grotte, hvor der bor en trold, der bruger Excalibur som tandstikker. Det lykkedes Kayley at få fat i Excalibur og gruppen når at flygte, inden Ruber får fat i dem.  
Som de skal forlade skoven, forlader Garrett gruppen, da han føler sig udenfor og uvelkommen i Camelot. Efter han er gået, overfalder Ruber Kayley og tager Excalibur. Devon og Cornwall, som ser dette, skynder sig ind og finder Garrett og overtaler ham til at hjælpe med at redde Kayley. Ved at arbejde sammen for første gang, er Devon og Cornwall i stand til at flyve og spy ild. Imens bliver Kayley holdt fanget i en hestevogn, hvor Øksenæb slipper hende fri, hvorefter Garrett kommer for at redde hende og de går ind på slottet.

Indenfor finder de Ruber, der kæmper mod Arthur med Excalibur, der nu er forbundet til hans arm ved hjælp af eliksiren. Kayley og Garrett griber ind og narrer Ruber til at sætte Excalibur tilbage i sin sten, hvilket får stenens magi til at opløse Ruber og forvandle hans håndlangere, samt Øksenæb, tilbage til deres normale skikkelser. Camelot genopstår til sin vante storhed og Kayley og Garrett bliver til deres bryllup Riddere af det runde bord.
Stemmer
| Rolle       | Engelsk         | Engelsk sang | Dansk              | Dansk sang       |
| ----------- | --------------- | ------------ | ------------------ | ---------------- |
| Kayley      | Jessalyn Gilsig | Andrea Corr  | Ilia Swainson      |                  |
| Garrett     | Cary Elwes      | Bryan White  | Henrik Koefoed     | Henrik Launbjerg |
| Sir Ruber   | Gary Oldman     |              | Lasse Lunderskov   |                  |
| Devon       | Eric Idle       |              | Niels Olsen        |                  |
| Cornwall    | Don Rickles     |              | Thomas Mørk        |                  |
| Juliana     | Jane Seymour    | Celine Dion  | Pauline Rehné      | Kaya Brüel       |
| Kong Arthur | Pierce Brosnan  | Steve Perry  | Stig Hoffmeyer     | Peter Føhns      |
| Griffen     | Bronson Pinchot |              | John Hahn-Petersen |                  |
| Øksenæb     | Jaleel White    |              | Donald Andersen    |                  |
| Sir Lionel  | Gabriel Byrne   |              | Lars Bom           |                  |
| Merlin      | John Gielgud    |              | Nis Bank-Mikkelsen |                  |

Soundtrack
| Quest for Camelot: Music from the Motion Picture                                               | Quest for Camelot: Music from the Motion Picture |
| Soundtrack album af Forskellige kunstnere                                                      | Soundtrack album af Forskellige kunstnere        |
| ---------------------------------------------------------------------------------------------- | ------------------------------------------------ |
| Udgivet                                                                                        | 5. maj 1998                                      |
| Genre                                                                                          | Forskellig                                       |
| Længde                                                                                         | 45:07                                            |
| Label                                                                                          | Atlantic Records                                 |
| Producer                                                                                       | Various Artists                                  |
|                                                                                                |                                                  |
| Singles from Quest for Camelot: Music from the Motion Picture                                  |                                                  |
| 1. "Looking Through Your Eyes" Released: March 24, 1998 2. "The Prayer" Released: 1 March 1999 |                                                  |

| Professional ratings | Professional ratings |
| Review scores        | Review scores        |
| Source               | Rating               |
| -------------------- | -------------------- |
| Allmusic             |                      |

Den 31. januar 1996 Carole Bayer Sager og David Foster blev tilknyttet for at komponere flere sange til filmen. Albummet toppede som #117 på Billboard 200 og vandt Golden Globe Award for Best Original Song for "The Prayer", hvilken også blev nomineret til Academy Award for Best Original Song (den tabte dog til "When You Believe" fra DreamWorks' Prinsen af Egypten).
På soundtracket blev "The Prayer" indspillet hver for sig af Celine Dion på engelsk og af Andrea Bocelli på italiensk. Den bedst kendte duet af Dion og Bocelli duet på begge sprog kom først frem i oktober 1998 på Dions jule-album These Are Special Times. Sangen blev også udgivet som single i marts 1999 og på Bocellis album Sogno i april 1999.

### Track liste
| No.           | Titel                            | Kunstner                 | Længde |
| ------------- | -------------------------------- | ------------------------ | ------ |
| 1.            | "Looking Through Your Eyes"      | LeAnn Rimes              | 4:06   |
| 2.            | "I Stand Alone"                  | Steve Perry              | 3:43   |
| 3.            | "The Prayer"                     | Celine Dion              | 2:49   |
| 4.            | "United We Stand"                | Steve Perry              | 3:20   |
| 5.            | "On My Father's Wings"           | Andrea Corr              | 3:00   |
| 6.            | "Looking Through Your Eyes"      | The Corrs og Bryan White | 3:36   |
| 7.            | "Ruber"                          | Gary Oldman              | 3:56   |
| 8.            | "I Stand Alone"                  | Bryan White              | 3:26   |
| 9.            | "If I Didn't Have You"           | Eric Idle og Don Rickles | 2:55   |
| 10.           | "Dragon Attack/Forbidden Forest" | Patrick Doyle            | 3:14   |
| 11.           | "The Battle"                     | Patrick Doyle            | 2:49   |
| 12.           | "Looking Through Your Eyes"      | David Foster             | 3:57   |
| 13.           | "The Prayer" (på italiensk)      | Andrea Bocelli           | 4:09   |
| Total længde: | Total længde:                    | Total længde:            | 45:07  |